# 艾绍芬
艾绍芬（法語：Eichhoffen，法語發音：[aiʃofən] ⓘ）是法国下莱茵省的一个市镇，属于塞莱斯塔-埃尔什泰因区。

## 地理
艾绍芬（48°23'1"N, 7°26'30"E）面积2.3 平方千米，位于法国大東部大區下莱茵省，该省份为法国大陆部分最东部的省份，是阿尔萨斯的一部分，今与上莱茵省组成了阿尔萨斯欧洲集体，其南至上莱茵省，西南接孚日省和默尔特-摩泽尔省，西接摩泽尔省，北与德国接壤，东侧沿莱茵河与德国相望。
与艾绍芬接壤的市镇（或旧市镇、城区）包括：昂德洛、贝尔纳维莱、埃普菲格、伊特斯维莱尔、米泰尔贝尔甘、圣皮埃尔。
艾绍芬的时区为UTC+01:00、UTC+02:00（夏令时）。

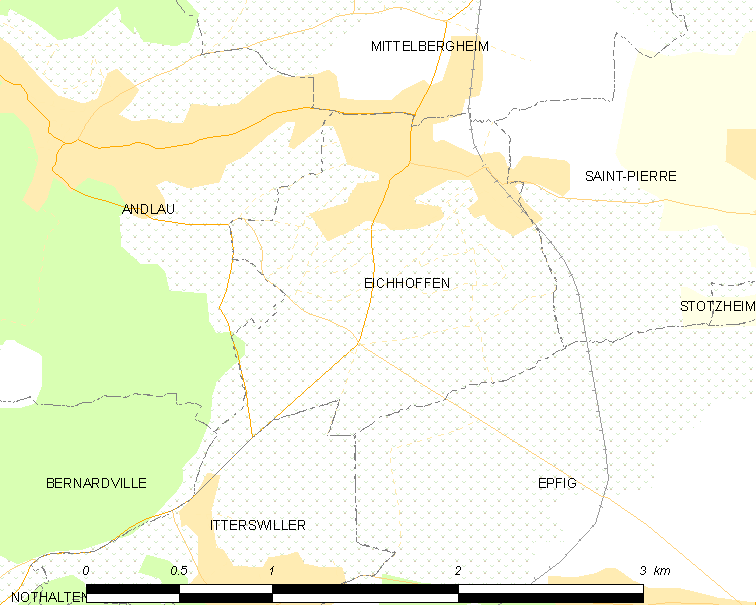
艾绍芬的OSM定位图

## 行政
艾绍芬的邮政编码为67140，INSEE市镇编码为67120。

## 政治
艾绍芬所属的省级选区为奥贝奈县。

## 人口

1962-2008年间艾绍芬人口变化图示

艾绍芬于2022年1月1日时的人口数量为501人。